# Ulli Kinalzik
Ulli Kinalzik, all'anagrafe Hans-Ulrich Kinalzik (Altwerder, 26 febbraio 1939) è un attore e doppiatore tedesco.

## Biografia
Kinalzik studia dal 1961 al 1964 alla Max-Reinhardt-Schule für Schauspiel con Hilde Körber a Berlino. Il suo primo ingaggio risale al 1960 al Staatstheater Kassel, dove recita fino al 1962 la parte di Bruno in Die Ratten.
Nel 1965 Hans Christian Branner lo vuole in Der Reiter al Freie Volksbühne Berlin. Seguiranno opere al Luisenburg-Festspiele di Wunsiedel, nel 1979 nell'opera Der fröhliche Weinberg, nel 1981 in Der Richter von Zalamea e poi Die Räuber così come nel 1984 in Katharina Knie.
Come attore televisivo recita in diverse produzioni tedesche come Der Kommissar, L'ispettore Derrick, Tatort, Die Männer vom K3, Der Alte e Un caso per due. Come doppiatore si ascolta la sua voce per Stellan Skarsgård (Cpt. Viktor Tupolew) in Caccia a Ottobre Rosso.
Kinalzik è stato sposato dal 1970 al 2021, anno della morte, con l'attrice Rita Engelmann.

## Filmografia
- 1967: Das Geständnis eines Mädchens
- 1969: Todesschüsse am Broadway
- 1969: Polizeifunk ruft – Die Schildkröte
- 1969: Spion unter der Haube
- 1969: Der Kommissar: Die Waggonspringer
- 1970: Das Stundenhotel von St. Pauli
- 1970: Die Kriminalerzählung
- 1970–73: Graf Luckner
- 1971: Drüben bei Lehmanns
- 1971: Mitten in der Nacht
- 1971: Jürgen Roland’s St. Pauli-Report
- 1972: Gewissensentscheidung
- 1972: Tatort: Rattennest
- 1972: Hamburg Transit: Mord auf Spesenkonto
- 1975: Sonderdezernat K1: Doppelspiel
- 1975: Der Kommissar: Warum es ein Fehler war Beckmann zu erschießen
- 1975: L'ispettore Derrick: Tod am Bahngleis
- 1976: Direktion City
- 1976: Derrick: (ep.19: Tote Vögel singen nicht)
- 1976: Tatort: Augenzeuge
- 1978: Ein Mann will nach oben
- 1978: Derrick: Der Spitzel
- 1978: Tatort: Zürcher Früchte
- 1979: Schattengrenze
- 1979: Es begann bei Tiffany
- 1980: The Big Red One
- 1980: Der Alte – (ep.36: Der Neue)
- 1982: Tatort: Blinde Wut
- 1982: Der Alte – (ep.65: Tod am Sonntag)
- 1982: Lemmi und die Schmöker – (1ep.)
- 1983: Tatort: Peggy hat Angst
- 1983: Un caso per due: Tödliches Viereck
- 1984: Der Alte – (ep. 76: Alleingang)
- 1984: Derrick: Keine schöne Fahrt nach Rom
- 1984: Trepp auf – Trepp ab
- 1984: Sigi, der Straßenfeger
- 1984: Versteckt (Forbidden)
- 1985: Nessie – das verrückteste Monster der Welt
- 1985: Der Alte – (ep.92: Hals über Kopf)
- 1985: Didi – Der Untermieter
- 1985: Der Alte – (ep.97: Der Sohn)
- 1986: Tatort: Aus der Traum
- 1986: Gestatten, Bestatter
- 1986: Vicky und Nicky
- 1987: Hafendetektiv
- 1987: Der Alte – (ep. 116: Wie das Leben so spielt)
- 1987: Der Alte – (ep. 120: Die letzte Nacht)
- 1987: Ein Heim für Tiere (1 ep.)
- 1987: Derrick: Anruf in der Nacht
- 1988: Liebling Kreuzberg
- 1988: Der Alte – (ep. 130: Der Tod des Uhrmachers)
- 1988: Polizeiinspektion 1
- 1988: SOKO 5113 – Modell San Remo
- 1989: Die Senkrechtstarter
- 1989: Kartoffeln mit Stippe
- 1989: Lukas und Sohn
- 1989: Der Alte – (ep. 143: Der Augenblick der Rache)
- 1990: Das Haus am Watt
- 1991: Zwei Schlitzohren in Antalya
- 1992: Tücken des Alltags
- 1992: Die Männer vom K3 – Ein ganz alltäglicher Fall
- 1993: Der Millionenerbe
- 1993: Die Männer vom K3 – Dreckiges Geld
- 1993: Die Wache: Treibjagd
- 1994: Hallo, Onkel Doc!
- 1994: Elbflorenz
- 1994: Die unendliche Geschichte 3 – Rettung aus Phantásien (The Neverending Story III)
- 1994: Der Fahnder: Der Neue
- 1995: Der Alte – (ep. 202: Nichts geht mehr)
- 1995: Knallhart daneben
- 1996: Ein Fall für zwei: Der Köder
- 1997: Die Stunden vor dem Morgengrauen
- 1997: Wilde Zeiten
- 1999: R.O.S.I.
- 1999: Forsthaus Falkenau: Spuren im Wasser
- 2002: Ritas Welt (Serie) – S4E11: Die Schöffin
- 2003: Wenn Schweine sterben
- 2004: Das Bernsteinamulett
- 2004: Einsatz in Hamburg: Bei Liebe Mord
- 2006: Der beste Lehrer der Welt
- 2006: Kreuzzug in Jeans (Kruistocht in spijkerbroek)
- 2009: Wettlauf mit dem Tod (SOKO Leipzig)
- 2011: Nachtschicht: Ein Mord zu viel
- 2015: Nachtschicht – Wir sind alle keine Engel
- 2018: WaPo Bodensee: Straußenjagd